# 科斯托皮爾
科斯托皮爾（羅馬化：Kostopil），又按俄语名译为科斯托波尔，是乌克兰西北部羅夫諾州羅夫諾區科斯托皮尔市镇内的城市及该市镇的行政中心，2020年7月18日前为科斯托皮爾區的行政中心。該市始建于18世紀，面積15.99平方公里，海拔高度187米，2022年人口数量为30,838人。

## 图集

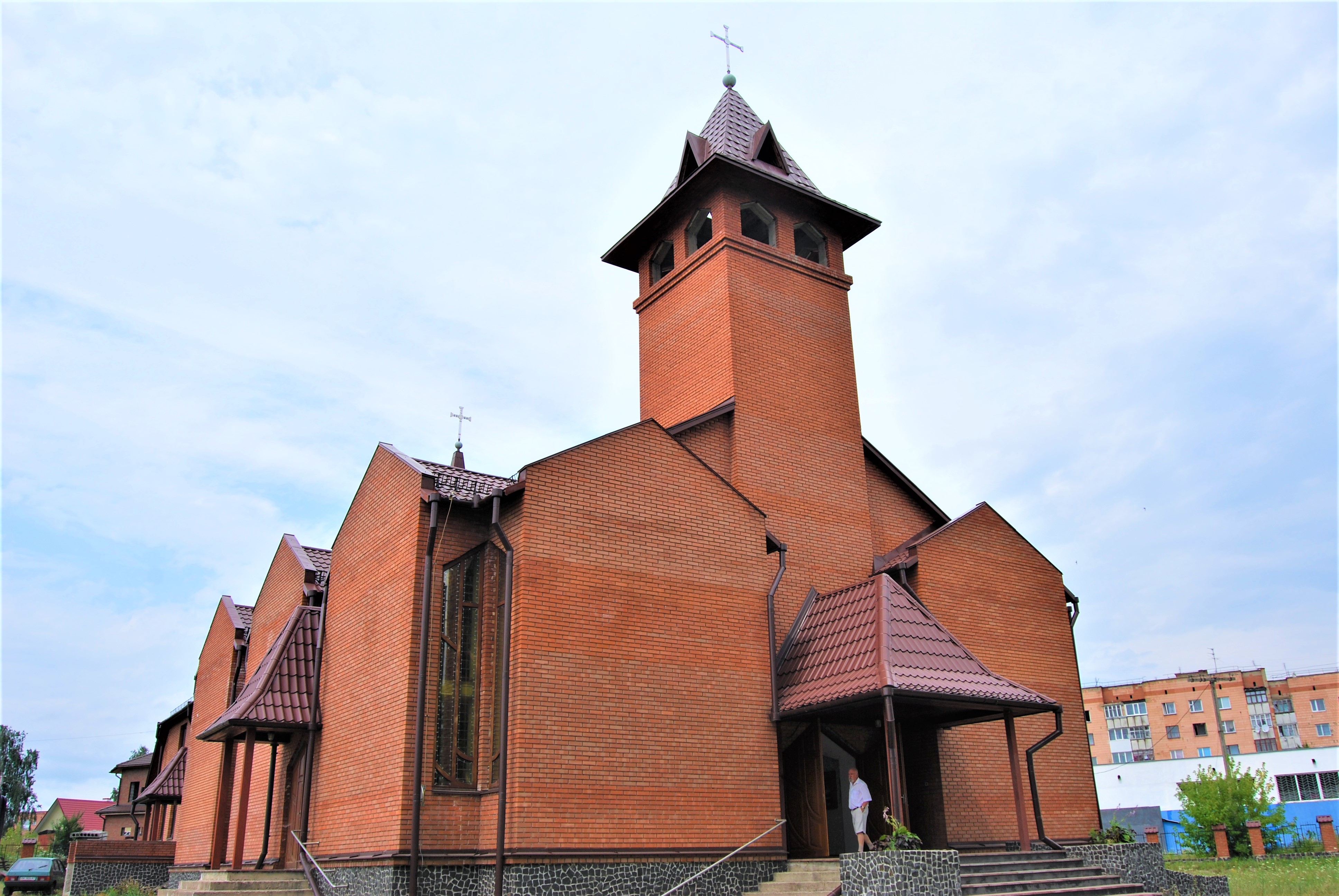
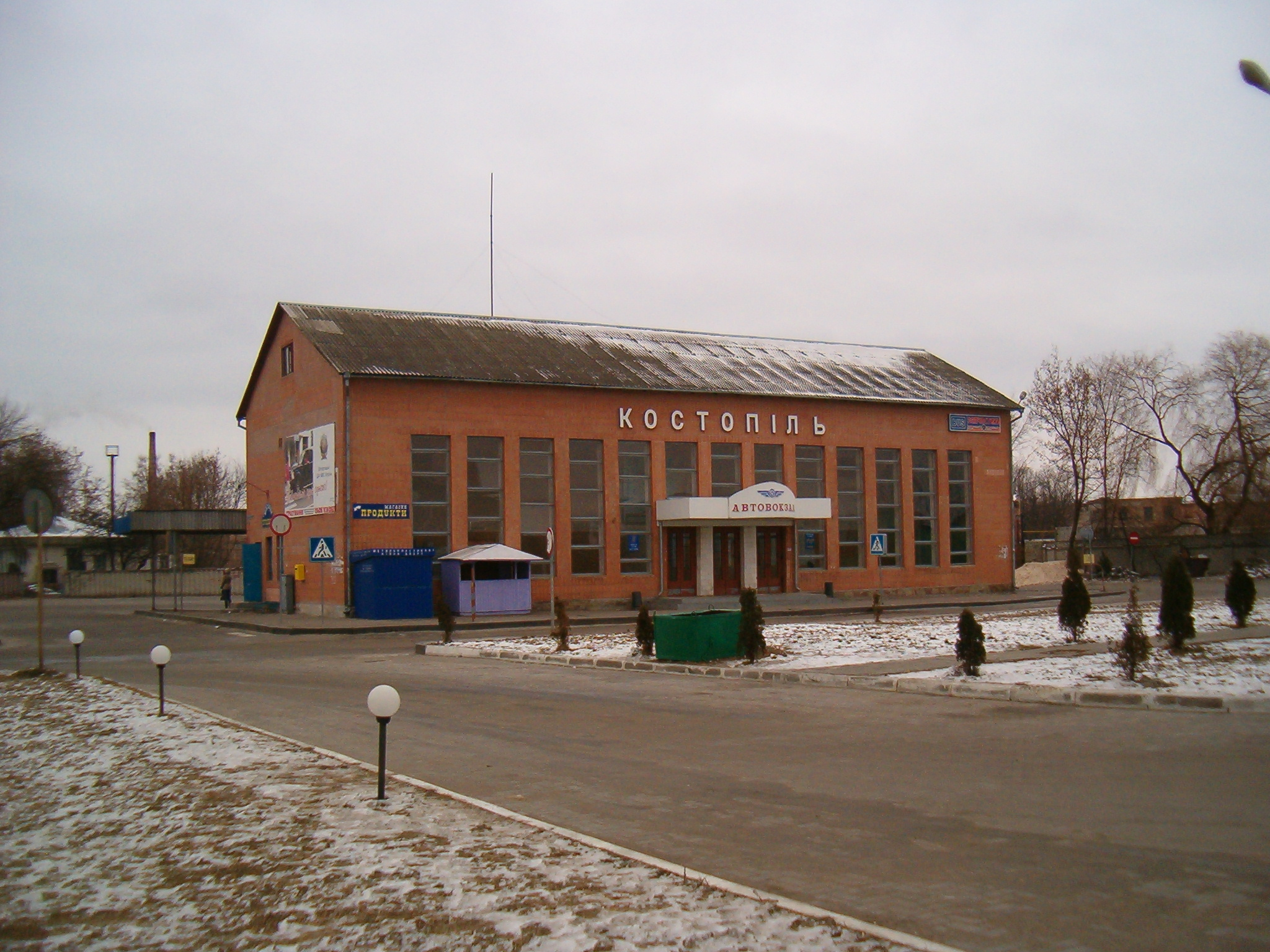